# Sjednocená omladina srbská
Sjednocená omladina srbská (srbsky Ujedinjena omladina srpska/Уједињена омладина српска) bylo politické hnutí srbské mládeže z oblasti dnešní Vojvodiny. Jednalo se o liberální organizaci, která formálně podporovala osvětové akce v Dolních Uhrách, neoficiálně však připravovala srbská povstání v oblastech, které byly ještě pod tureckou nadvládou. Hnutí bylo jedním z mnoha, která založili Srbové frustrovaní ze zániku autonomní země "Srbská vojvodina a tamišský Banát", existující v letech 1848–1860. Mezi členy Sjednocené omladiny patřila řada významných srbských osobností své doby, včetně např. Svetozara Miletiće, či Jevrem Grujić, nebo Vladimir Jovanović.
V roce 1871 na svém sjezdu ve Vršacu Omladina odmítla, aby svoji činnost omezila pouze na území Uherska, byla v Rakousko-Uhersku zakázána (podobný zákaz vyšel i ze strany úřadů z nedalekého Srbska o několik let dříve). Organizace sice přesídlila do Černé Hory, nicméně to bylo nakonec spíše ke škodě, než užitku.